# وفاء للأبد (فلم)
وفاء للأبد هو فيلم مصري عرض عام 1962، بطولة مديحة يسري وعماد حمدي، ومن إخراج أحمد ضياء الدين.

## قصة الفيلم
(نبيل) مهندس شاب يعيش مع ابنته (منى) وزوجته (وفاء) سعداء، وهو شريك لصديقه (صفوت) في نفس المكتب، يشاهد نبيل شابًا يرمي بنفسه بهدف الانتحار، ينقذه نبيل من الانتحار ويتعرض نبيل للغرق أثناء إنقاذه، يندم هذا الشاب على فعلته ويحاول إصلاح خطأه من خلال التقرب من أرملة نبيل.

## طاقم التمثيل
- مديحة يسري: (وفاء - زوجة نبيل)
- عماد حمدي: (حمدي توفيق / حامد)
- عمر الحريري: (صفوت فهمي)
- أحمد خميس: (نبيل - ضيف شرف)
- زينب صدقي: (الجدة)
- سهير البابلي: (ألفت)
- نورا: (منى - ابنة نبيل ووفاء)
- سلوى محمود: (ليلى)
- محمد أباظة: (عبد الرحيم - الناشر)
- حمدي فريد: (صديق حمدي)
- محمد رضا: (المعلم حسبو)
- حسين إسماعيل: (تاجر الموبيليا)
- علية فوزي: (مسعدة - ابنة المعلم حسبو)

## فريق العمل
- إخراج: أحمد ضياء الدين
- تأليف: محمود صبحي
- مدير التصوير: فيكتور أنطون
- مونتاج: حسين أحمد
- إنتاج: أفلام مديحة يسري
- مدير الإنتاج: حسن فايق
- توزيع: منتخبات بهنا فيلم